# Pipiza singula
Pipiza singula är en tvåvingeart som beskrevs av Violovitsh 1985. Pipiza singula ingår i släktet gallblomflugor, och familjen blomflugor. Inga underarter finns listade i Catalogue of Life.